# Vauconcourt-Nervezain
Vauconcourt-Nervezain település Franciaországban, Haute-Saône megyében. Lakosainak száma 219 fő (2022. január 1.). Vauconcourt-Nervezain Cornot, Confracourt, Fleurey-lès-Lavoncourt, Grandecourt, Mont-Saint-Léger, La Roche-Morey, Theuley és Vy-lès-Rupt községekkel határos.

## Népesség
A település népessége az elmúlt években az alábbi módon változott:
| Lakosok száma | 227  | 221  | 215  | 216  | 211  | 213  | 216  | 219  |
|               | 2013 | 2015 | 2017 | 2018 | 2019 | 2020 | 2021 | 2022 |